# جبر هندسي
في الرياضيات، الجبر الهندسي (بالإنجليزية: Geometric algebra)‏ (المعروف أيضًا باسم جبر كليفورد الحقيقي) هو امتداد للجبر الابتدائي للعمل مع كائنات هندسية مثل المتجهات. الجبر الهندسي مبني على عمليتين أساسيتين، الجمع والضرب الهندسي. ينتج عن مضاعفة المتجهات كائنات ذات أبعاد أعلى تسمى المتجهات المتعددة. بالمقارنة مع الأشكال الأخرى لمعالجة الكائنات الهندسية، فإن الجبر الهندسي جدير بالملاحظة لدعم تقسيم المتجهات وإضافة كائنات ذات أبعاد مختلفة.